# دستگاه تصعید
دستگاه تصعید(به انگلیسی: Sublimation apparatus) ابزاری شیشه‌ای است که در آزمایشگاه‌ها و توسط شیمیدانان برای جداسازی مواد به روش تصعید به کار می‌رود.در این دستگاه مخلوط مواد داخل مخزنی قرار گرفته و تحت شرایط خلا حرارت می‌بیند. ماده جامد با فراریت بالاتر از مخلوط جداشده و بر روی سطح سرد رسوب می‌کند.این سطح سرد معمولاً شکلی از یک کولد فینگر است.

## نگارخانه

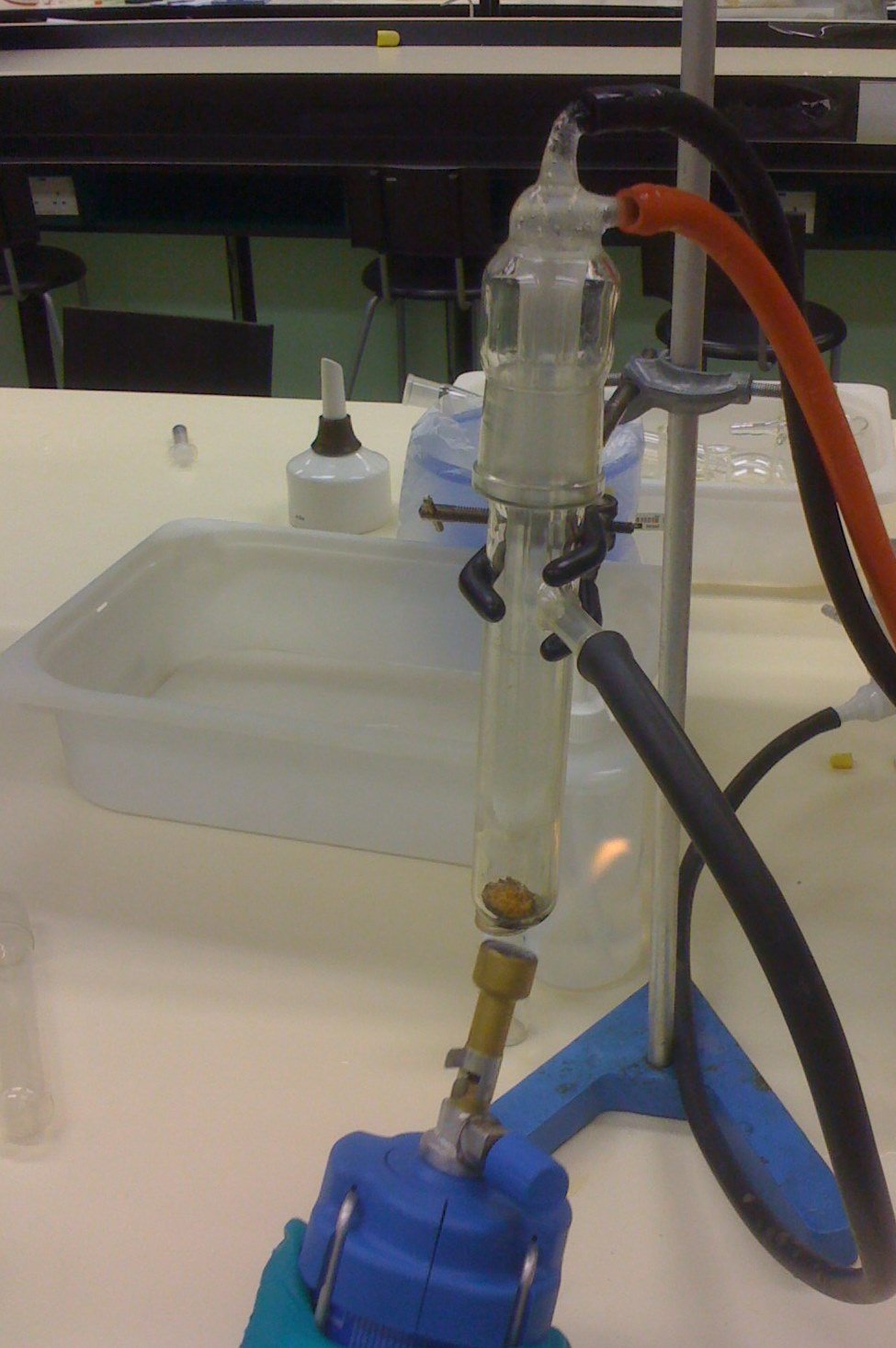
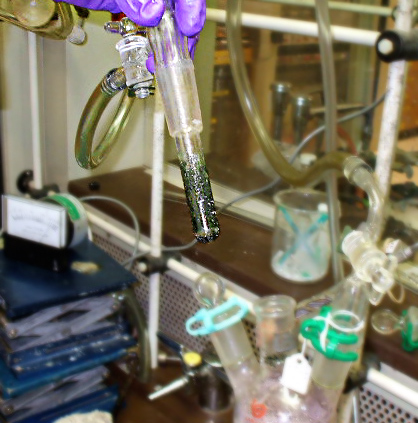